# プロゴルファー織部金次郎
『プロゴルファー織部金次郎』（プロゴルファーおりべきんじろう）は、武田鉄矢原作、高井研一郎作画による日本の漫画。1990年から1992年まで『ビッグコミックスペリオール』（小学館）で連載された。
プロゴルファーになり17年間1勝もしていない男が下町の人情につつまれ、一発発起する物語。武田が自ら主演した映画も制作され、シリーズ化された。

## ストーリー
プロゴルファーの織部金次郎（通称「オリキン」）は、トーナメントでの勝利経験がなく、レッスンプロとして生活をしていた。離婚した妻との間には2人の娘がおり、娘は妻と暮らしているが、今でも金次郎と頻繁に会っている。ただし、映画版2の終盤以降、妻が再婚したため娘たちは立場上、金次郎には会うことが出来なくなり、正村桜子を介して金次郎への思いを伝えていくこととなる。
オリキンは、練習場でレッスンを担当するため、新しい町にやってくる。その町で出会った桜子をはじめ多くの人の支えで勝負に挑んでいく。

## 映画

### プロゴルファー織部金次郎（第1作）
- 公開日：1993年1月15日
- 上映時間：106分
- 製作：日映、三菱商事、バンダイ、武田鉄矢商店、レオナ、東映
- 配給：東映洋画[2]。

### 製作（第1作）
武田鉄矢主演の『刑事物語』シリーズの人気が落ちて来たため、映画関係者から「別にシリーズ化できる話を」と頼まれ、武田が創作したのが本作である。しかし、なかなか映画化してもらえず、漫画関係者に愚痴をこぼしていたところ、小学館から「来週からやりましょう」といわれ『ビッグコミックスペリオール』での連載が先に決まった。このように、元々は映画のための企画だった。主人公の名前、織部金次郎は日本一のアマチュアゴルファー・中部銀次郎をもじったものである。武田はゴルフを題材に選んだ理由として、ゴルフはスポーツで唯一まぐれがあるから面白いと思ったと話している。本作は『プロゴルファー猿』のような400ヤード飛ばせる主人公ではなく、人生を降りようとしている男の物語である。作品のテーマは『勝てない』。
『総務部総務課山口六平太』を連載中であった漫画家の高井研一郎が武田の話を聞いて共鳴し作画したところ、当時のゴルフブームに乗って大ヒットした。映画製作会見が1992年3月19日に新宿京王プラザホテルで行われた時点で、単行本はベストセラーになっていた。当時の武田はフジテレビ系テレビドラマ『101回目のプロポーズ』で最高視聴率を打ち出したりで人気の絶頂期にあった。日映の中村季靖社長がこのヒットに目をつけ、東映に話を持ち掛け映画化が決まった。製作会見の際は、日映、三菱商事、東映の提携作品と発表されたが、製作がバンダイ、武田鉄矢商店、レオナに増え、特別協賛として武田が長年CMタレントとして契約を結ぶ朝日生命保険相互、協力として日本プロゴルフ協会、朝日観光、那須小川ゴルフクラブ、亀田製菓などが加わった。

#### 脚本（第1作）
武田が36歳のときに撮った『刑事物語』の五作目『刑事物語5 やまびこの詩』を映画評論家にクソミソに貶され、軽度の鬱になった時、「芸能界から降りたい」と考えるようになり、実際はそれは出来ないから、降りるという強烈な願望をドラマに出来ないかと考えてホンを書いた。

#### 撮影（第1作）
織部金次郎が浅草の脇田ゴルフ練習場のレッスンプロになる設定で、浅草寺雷門前が冒頭と中盤の2回出る。中盤では雷門の下半分を隠し、「我らが街のプロゴルファー 必勝 織部金次郎を応援しよう！ 只今募金受付中！」と書かれた横断幕が張られた前で、新珠新三郎（平田満）が「この浅草立花町の下町ゴルファーの…」などとメガホンで怒鳴る他、浅草寺境内、仲見世通り、浅草寺病院など、浅草近辺でロケが行われている。2024年今日と違い外国人はほとんどいない。
正村桜子（財前直見）はバンダイの受付設定で、通勤シーンで【浅草2―17】と書かれた街区表示板の横を通るシーンもある。中盤、織部の娘二人が都電に乗るのは都電荒川線三ノ輪橋停留場。勝田修造親分（大滝秀治）のライバルで、寺田農（役柄不明）の手下で寺田のゴルフの先生でもある白石誠（小西博之）と織部（武田）がゴルフ対決するシーンで、桜子（財前）が賭けゴルフと織部に告白し「オリキンさんが負けたら私アイツの19番ホールになっちゃうんだよねえ」「ねえオリキンさん、19番ホールってなあにいー、ねえなあにいー」と言うシーンがある。後半、最初に織部が再起を目指し出場する大会は、亀田製菓が主催、サトウ食品、一正蒲鉾、ホテル泉慶、朝日生命が協賛する「イーストヒル新潟トーナメント」という架空の大会で、イーストヒルゴルフクラブで撮影が行われている。
最終盤は「三菱ギャラントーナメント」で、織部が奮起する。実際に三菱ギャランの会場を使って撮影も行われている。戸張捷やアナウンサーがテレビ中継で織部のプロフィールを紹介したり、坂田信弘がコースで実況したり、実際に織部がプロゴルフトーナメントに出場しているかのような演出が行われている。室内シーンはエンドクレジットで表記される東映東京撮影所と見られる。宣伝は東映洋画が担当している。同じくエンドクレジットで協力と出る栃木県那須小川ゴルフクラブで1992年6月、同所を中心に撮影が行われた。この他、協力として南部富士カントリークラブ、ルーデンカントリークラブ、東栄ゴルフセンター、イーストヒルゴルフクラブが表記される。

### 興行（第1作）
当初の予定は『落陽』に続いて1992年10月下旬以降、渋谷東急系で公開が決まっていた。渋谷東急を運営する東急レクリエーション（東レク）の社長は、東映社長を兼ねる岡田茂で、特に問題はなかったが、岡田が映画公開前に映画をWOWOWでの放映を決めたため紛糾した。新たな手法として、3分の2に短縮したバージョンを特別試写会という形で衛星放送の特別版として流し、関心を高めてもらい劇場での観客増加に結び付けたいという狙いだった。劇場公開映画が短縮版とはいえ、先にテレビで放映されるケースは初めてであり、通常は劇場で行う試写会をテレビで行うというのも初めての試みだった。
当時松竹の奥山和由が『外科室』を1000円興行で成功させたり、フジテレビと組んで一つのストーリーをテレビドラマ2本と映画一本で完結させるという『パ★テ★オ』など、新しい試みを行っていたことに刺激を受けたものだったが、当時のビデオリリースは映画公開半年後、テレビ放映は1年後が紳士協定として定着していたため、全国興行生活衛生同業組合連合会（全興連）が東映に放映中止を求めて抗議し、「オリキン事件」として業界を揺るがした。
WOWOWは1991年4月に有料放送を開始し、洋画を中心に営業を展開していたが、邦画の放送を求める声が多かったことから話がまとまったもので、岡田茂は映連の会長他、業界の多くの団体のトップを務める"ドン"でもあり、結局1992年10月4日午後10時15分に予定通りWOWOWで無料放送された。試写会や封切り初日の舞台挨拶を真似て、放映に先立つ15分前に武田鉄矢と財前直見がテレビに出演し、舞台挨拶のような映画の内容を紹介した。
テレビ放映が決まったのが公開が迫った時期で、製作や協賛の各社が前売り券などパブリシティで動いていて、興行者の反撥を考慮し、公開時期としては秋よりよい1993年の正月第2弾に公開延期した。本作の代わりの東レク枠は、『完全版ブレードランナー／ディレクターズ・カット』が埋めた。

### 出演
主要人物
- 織部金次郎：武田鉄矢(1-5)
- 正村桜子：財前直見(1-5)
- 正村周（桜子の兄）：阿部寛(1-5)
- 脇田彦三郎：下川辰平(1-5)
- 新珠新三郎：平田満(1-2)→コロッケ(3-5)
- 勝田修造（親分）：大滝秀治(1) ※映画では1で死亡、魂となってオリキンを優勝に導く。以降は写真（遺影）での登場。
- 横溝政夫：浦田賢一(1-5)
- 志々戸拓：山木正義(2-5)
- 多古久伴：ケーシー高峰(2-5)
- 冬木子（織部の長女）：宝田絢子(1-5)
- 風見子（織部の次女）：村山真夏(1-5)

第1作
- 勝田英司：布川敏和（正村桜子の恋人だが、キャラが希薄な存在）
- 毛利綾子：小野みゆき
- 白石誠：小西博之
- クラブをくれた女：高橋ひとみ（特別出演）
- 宿の女将：篠ひろ子（友情出演）
- キャディ：松金よね子
- 財前の同僚：小川雅砂与
- 酒井敏也、青木卓司、山口仁、後藤加代、奥村公延、森下哲夫、鈴木ヒロミツ、大石吾朗
- 中嶋常幸〈（特別友情出演）〉※前半、クラブハウスに現れ、素人相手にゴルフ対決する織部に「お前恥ずかしくないのか！」と諭すセリフと、後半にも登場し一言セリフを話す。また実際に三菱ギャラントーナメントでティーショットを打つシーンも映る。

第2作
- 名場巣寛治：柴俊夫
- 織部銀三郎：小倉久寛
- 勝又花枝：萩尾みどり
- 名場巣麻紀：日下貴和子
- 救急隊員：堀内孝雄
- トーナメント委員：八名信夫
- ゴルフ指導：堀田大介
- 織金の師匠：中島常幸
- 徳田：綾田俊樹
- 住吉：ラサール石井
- 右田：桜金造
- 老人ゴルファー：坂本長利、関敬六
- 秋月の幽霊：ミッキー・カーチス
- 勝又勝成：川谷拓三

第3作
- 日向みずき：岡田理江
- 大場耕人：今井雅之
- 矢部橋渡：渡辺正行
- 競技委員長：加山雄三
- 警官：堀内孝雄
- 丸山プロ：丸山茂樹
- ガダルカナル・タカ、井手らっきょ、光石研、河合亜美

第4作
- 喜屋武由布：高橋ひとみ
- 阿部礼児：林隆三
- 秋内繁城：光石研
- 友利プロ：友利勝良
- 老夫婦：南美江
- 民宿相部屋の男：ダンカン
- 警官：堀内孝雄
- 岡元あつこ、玉城満、渡嘉敷三男

第5作
- ビッグ・ベン：レックス・アシヘレス
- 木津崇：モト冬樹
- 田中プロ：田中秀道
- キャディ：清水よし子
- バーディーの客：宝生舞
- ラーメン屋の主人：堀内孝雄
- ラーメン屋の女将：あき竹城
- アナウンサー：堺正幸
- ルー大柴、サムエル・ポップ・エニング

### その他
- 有名なプロゴルファーも実名で本人役として出演している。

### スタッフ
- 原作・脚本：武田鉄矢
  - 他脚本：島裕次（1）、満友敬司（1、3-5）
- 監督：杉村六郎（1）、武田鉄矢（2-5）
- 作画：高井研一郎
- 音楽：原田末秋
- 監督補：須藤公三
- 音響効果：福島音響
- タイトル：島田プロダクション
- 現像：東映化学
- スタジオ：東映東京撮影所
- 協力：日本プロゴルフ協会
- プロデューサー：小坂一雄、藤倉博（1）、小野文彦（2）
- 製作者：名島徹、黒木照美、田中迪
- 製作：レオナ、武田鉄矢商店、東映（1）、ポニーキャニオン（2-5）ほか
- 配給：東映

### シリーズ作品
1.プロゴルファー 織部金次郎（1993年公開） - 配給収入1.1億円
主題歌：忌野清志郎（作詞作曲）「いつか観た映画みたいに」、唄・忌野清志郎＆２・３Ｓ（東芝EMI）
2.プロゴルファー 織部金次郎2 〜パーでいいんだ〜（1994年公開）
主題歌：武田鉄矢「君は拍手をくれないか」　挿入歌：武田菜見子&武田空見子「こっちこい」
ロケ協力：西之表市役所商工水産観光課、種子島ゴルフクラブ、日本エアシステム、マリンエクスプレス、ブルーハイウェイライン、鹿児島商船、西鹿児島駅
3.プロゴルファー 織部金次郎3 〜飛べバーディー〜（1995年公開）
主題歌：海援隊「帰ろう」
ロケ協力：小樽市経済部観光課、積丹町役場商工観光課、日本エアシステム、北海道中央バス
4.プロゴルファー 織部金次郎4 〜シャンク、シャンク、シャンク〜（1997年公開）
主題歌：海援隊「おつかれさま」挿入歌：大工哲弘&大工苗子「籠の鳥」
ロケ協力：名護市観光協会、沖縄県観光コンベンションビューロー、日本エアシステム、那覇交通、関西汽船、琉球海運
5.プロゴルファー 織部金次郎5 〜愛しのロストボール〜（1998年公開）
主題歌：海援隊「あるがままに」
ロケ協力：マレーシア政府観光局、マレーシア航空、テンプラーパークカントリークラブ